# 丹尼爾·里伯斯金
丹尼爾·里伯斯金（Daniel Libeskind，1946年5月12日出生）是一位波蘭、猶太裔美國建築師、設計師。 他設計過柏林猶太博物館、帝国战争博物馆北馆、当代犹太博物馆、香港城市大學邵逸夫創意媒體中心和世界貿易中心一號大樓等知名建築。

## 生平

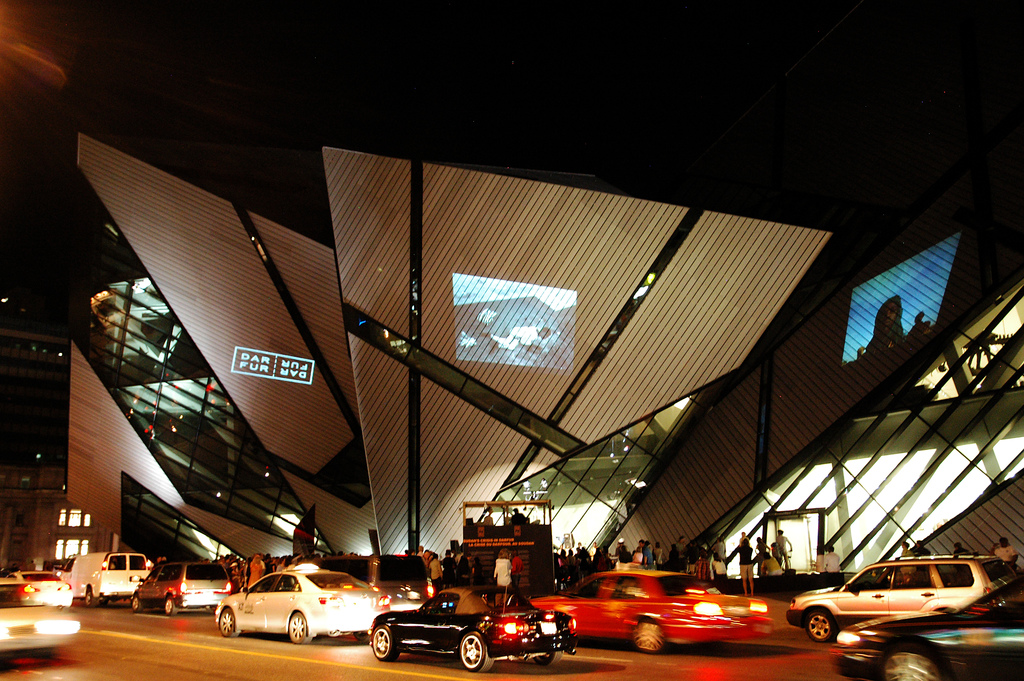
里伯斯金擴建的皇家安大略博物館，2007年

丹尼爾·里伯斯金在1946年5月12日出生於波蘭共和國羅茲的一個波蘭猶太人家庭，是家中的第二個孩子。他少年時曾學過手風琴，并曾于1953年在波蘭的電視台上演奏。1959年獲得美國以色列文化基金會獎學金。 他在波蘭生活了13年，因此通曉波蘭語。
1959年夏移民到美國紐約市，住在布朗克斯區北部，於布朗克斯科技高中讀書。里伯斯金親年目睹了1960年代最早的世貿中心的建成。 1965年成為美國公民，此外他也是以色列公民。 1966年在紐約上州夏令營時遇到了未來的妻子兼商業夥伴妮娜·路易斯（Nina Lewis）。數年之後結婚，蜜月期間周遊美國參觀弗兰克·劳埃德·赖特的建築。
1968年，里伯斯金曾在理查德·邁耶手下當過一段時間的學徒，但很快就離開了。1970年獲得柯柏聯盟學院頒發的建築學學士學位，1972年自埃塞克斯大學獲得碩士學位。同年受僱于彼得·艾森曼的建築和都市研究學院（The Institute for Architecture and Urban Studies），但隨即就辭職走人。 在這之後他曾在美國、加拿大、意大利、德國等各國工作， 并在肯塔基大學、耶魯大學、賓夕法尼亞大學、建築聯盟學院輪流執教。 2007年成為德國呂訥堡大學的訪問教授。

## 家庭
他與妻子育有三個孩子，即列弗（Lev）、諾曼（Noam）和雷切爾（Rachel）。

## 外部連結
- Official Studio Libeskind homepage
- Daniel Libeskind papers, 1968–1992 Research Library at the Getty Research Institute, Los Angeles, California
- Libeskind Residences as part of CityLife (Milan) project
- Libeskind Tower（页面存档备份，存于） as part of CityLife (Milan) project